# Kajewskiella trichantha
Kajewskiella trichantha är en måreväxtart som beskrevs av Elmer Drew Merrill och Lily May Perry. Kajewskiella trichantha ingår i släktet Kajewskiella och familjen måreväxter. Inga underarter finns listade i Catalogue of Life.